# Шагинян, Айказ Срапионович
Айказ Срапионович Шагинян (19 января 1924, Ереван, Армянская ССР, СССР — 1993) — советский хозяйственный, государственный и политический деятель, генерал-лейтенант внутренней службы.

## Биография
Родился 19 января 1924 году в Ереване. Член КПСС с 1944.
Участник Великой Отечественной войны.
С 1942 года — на хозяйственной, общественной и политической работе. В 1942—1988 гг. — военнослужащий войск НКВД-МВД, секретарь парткома завода в Ереване, секретарь парткома КГБ при СМ Армянской ССР, начальник отдела кадров КГБ при СМ Армянской ССР, 1-й заместитель министра внутренних дел Армянской ССР, заместитель Прокурора Армянской ССР, Министр внутренних дел Армянской ССР.

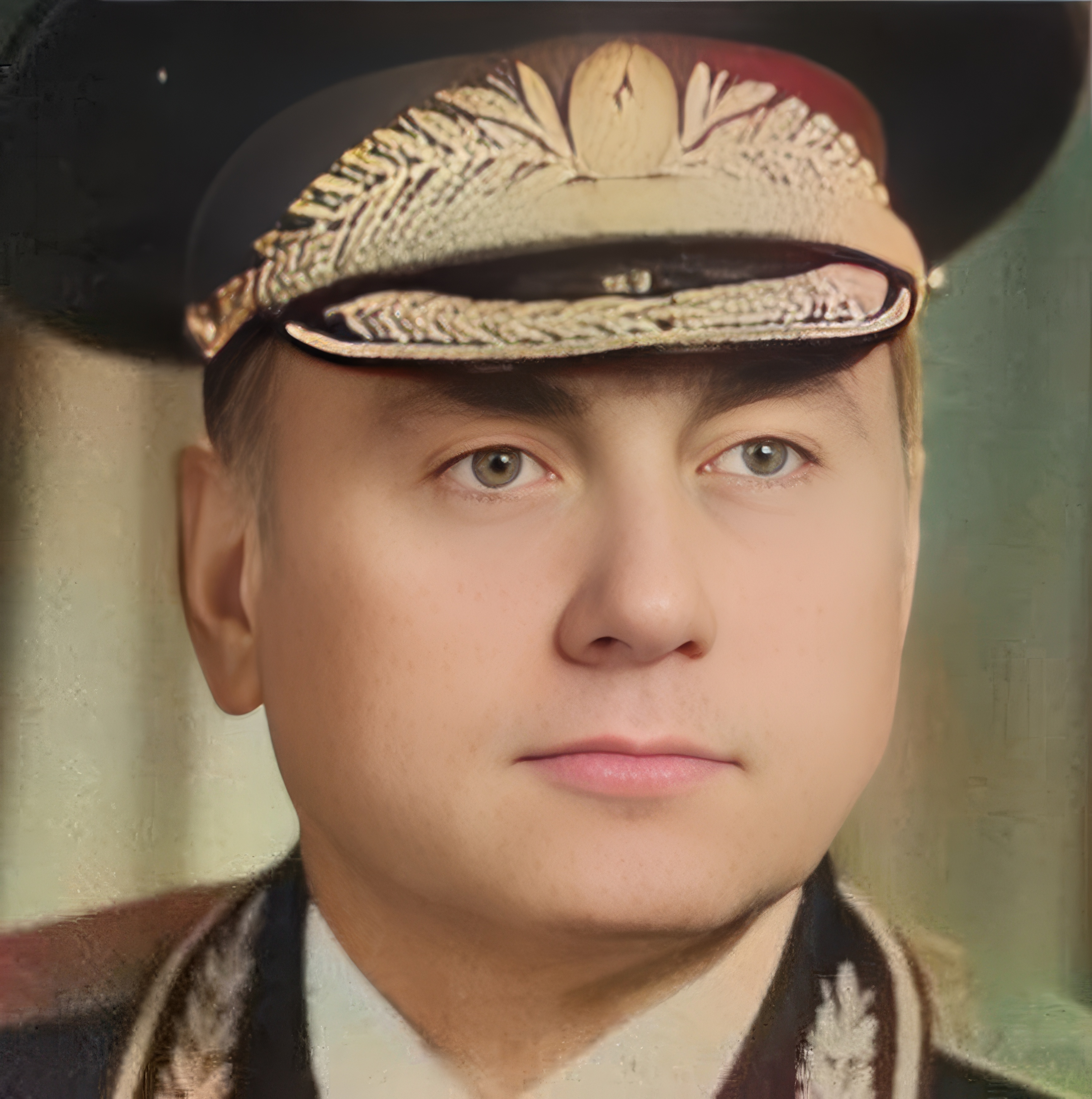
Шагинян Айказ Срапионович

Избирался депутатом Верховного Совета Армянской ССР 10-11-го созывов.
Умер в Ереване в 1993 году.